# Tim Markström
Tim Erik Markström (Gävle, 9 ottobre 1986) è un ex calciatore svedese, di ruolo portiere.

## Carriera
Prima di firmare per il "Bajen", il portiere originario di Gävle ha giocato per vari club svedesi di livello più basso come Valbo, Umeå e Sandviken, oltre che al Fredericia nella 1. Division danese.
Vestendo la maglia dell'Hammarby, nell'edizione 2015 dell'Allsvenskan, massima divisione del calcio svedese, Markström ha rimpiazzato per cinque partite il titolare fisso Johannes Hopf, ceduto ai turchi del Gençlerbirliği, in attesa dell'arrivo del nuovo portiere Ögmundur Kristinsson.
Nell'estate del 2017 è tornato al Sandviken, rimanendovi fino al 2019 e giocando due campionati e mezzo da titolare in terza serie.
A partire dal gennaio 2020 è ufficialmente un portiere del Gefle, la principale squadra della sua cittadina natale, impegnata anch'essa nel campionato di terza serie. Markström si è ritirato alla fine del campionato di Ettan 2022, culminato con la promozione dei biancazzurri in seconda serie.